# Зу-ль-Халаса
Зуль-Халаса (араб. ذو الخلصة‎ —  Идол войны‎) — божество древнеарабской мифологии. По-видимому, считался могущественным божеством, но функции его точно не определены. Почитался арабскими племенами, обитавшими в Центральной Аравии (хасам, баджила, азд, хавазин и др.). Культ Зуль-Халаса отправлялся в Мекке и Табале. В Табале находилось святилище Зуль-Халаса, где идолом божества служил белый камень, увенчанный высеченной на нём короной. В святилище также находилась статуя воина, вооружённого луком. Зу-л-Халасу был посвящён ежегодный праздник, сопровождавшийся ярмаркой, которая некоторое время существовала и во времена ислама. Зу-Л-Халас не вошёл в число древнеарабских божеств, упоминаемых в Коране.
При пророке Мухаммаде табальское святилище Зуль-Халаса было уничтожено, на его месте была построена мечеть, а идол божества сделан порогом мечети.